# Warhammer 40,000: Chaos Gate
Warhammer 40,000: Chaos Gate là một game lấy bối cảnh khoa học viễn tưởng gothic của hệ thống game Warhammer 40,000 của Games Workshop. Trong đó, người chơi nắm quyền chỉ huy một số biệt đội của Ultramarines dưới sự lãnh đạo của Đại úy Kruger. Họ đang đọ sức với đội quân của Chaos Lord Zymran, kẻ chỉ huy thủy quân lục chiến phản bội của Word Bearers và các đồng minh ma quỷ của họ. Lấy bối cảnh Warhammer 40,000, Ultramarines và Word Bearers là những kẻ thù truyền kiếp từ khi họ chiến đấu suốt trong biến cố kinh hoàng gọi là Horus Heresy.

## Lối chơi
Game thuộc thể loại chiến lược theo lượt và tham gia vào một màn chơi dạng ô vuông. Mỗi lượt, một tay lính Ultramarine có thể thực hiện một số hành động nhất định, tùy theo số lượng Action Point mà anh ta có. Các hành động bao gồm di chuyển, bắn súng hoặc ném lựu đạn. Sau đó, Chaos AI sẽ đến lượt mình theo cách tương tự. Người chơi phe Ultramarine chỉ huy một số biệt đội, phương tiện khí tài và nhân vật từ Space Marines Codex.
Chaos Gate có hệ thống điểm kinh nghiệm, nơi Space Marines tích lũy kinh nghiệm và có thể cải thiện chỉ số trạng thái của riêng mình khi họ tham gia vào các nhiệm vụ. Mỗi tay lính Space Marine có thể được chỉ định cho một Tactical Squad (Đội chiến thuật) có mục đích chung hoặc cho một trong ba đội hình chuyên biệt: Assault (tấn công), Devastator (phá hủy) và Terminator (tận diệt). Ngoài ra, người chơi còn được nhặt thêm vũ khí từ các thùng vũ khí có trong bản đồ chiến dịch.

## Phát triển
Chaos Gate ban đầu được phát hành cho Windows 95 và Windows 98 nhưng sau đó đã được tương thích với các phiên bản Windows hiện đại. Chaos Gate do Random Games phát triển và được Strategic Simulations phát hành lúc đầu. Trong lần phát hành của Hasbro Games, Chaos Gate được đóng gói với Final Liberation: Warhammer Epic 40,000, lấy bối cảnh trong hệ thống game Epic 40,000 của Games Workshop nhằm đọ sức với lực lượng của Nhân loại chống lại lũ Ork xâm lược. Năm 2015, GOG Ltd đã cho tái phát hành tựa game này dưới dạng kỹ thuật số.

## Đón nhận
Richie Shoemaker của PC Zone đã gọi Chaos Gate là một tựa game "từ từ nắm lấy bạn và giúp bạn giải trí trong suốt thời gian của nó; một cái gì đó bạn sẽ nhìn lại với những kỷ niệm đẹp hơn là đáng ghét".
Chaos Gate đã lọt vào vòng chung kết cho giải thưởng "Best Strategy" (Game Chiến lược Hay nhất) năm 1998 của Computer Gaming World, cuối cùng lại thuộc về StarCraft. Nhóm biên tập viên gọi Chaos Gate "có lẽ là sự lặp lại tốt nhất của vũ trụ WarHammer cho đến nay, mặc dù một số AI yếu kém đã cản trở phần chiến đấu cấp đội hình theo lượt của nó".